# Zbigniew Boniek
Zbigniew Kazimierz Boniek (prononcer /ˈzbigɲɛf ˈbɔɲɛk/), né le 3 mars 1956 à Bydgoszcz en Pologne, est un ancien joueur international et entraîneur polonais de football. Il est depuis le 26 octobre 2012, le président de la fédération polonaise de football.
Formé dès le plus jeune âge au Zawisza Bydgoszcz, Zbigniew Boniek devient international polonais grâce à son parcours avec le Widzew Łódź, l'un des meilleurs clubs de Pologne à cette époque. Brillant lors des Coupes du monde 1978 et 1982, durant lesquelles il atteint respectivement le second tour et les demi-finales, il est repéré par le club italien de la Juventus, qui est l'un des plus grands d'Europe et avec lequel il va prendre une dimension mondiale et remporter de nombreux trophées. Après trois saisons passées chez les Bianconeri, il s'engage avec l'AS Rome, qui est son dernier club.
Après avoir pris sa retraite en 1988, Zbigniew Boniek décide de rester en Italie et de commencer une formation d'entraîneur. Mais des expériences infructueuses à Lecce ou Bari l'incitent à ne pas aller plus loin, malgré un passage par le poste de sélectionneur de l'équipe de Pologne en 2002. Il préfère se diriger vers les instances du football, qu'il côtoie dès 2002 en étant nommé vice-président de la fédération polonaise. Dix ans plus tard, après avoir également travaillé dans le monde des médias, Zbigniew Boniek succède à un autre grand nom du football polonais, Grzegorz Lato, au poste de président de la fédération polonaise.

## Biographie

### Carrière en club sportif

#### Débuts et formation
Il commence sa carrière dans le modeste club de Zawisza Bydgoszcz, avant de rejoindre le Widzew Łódź, club phare du championnat polonais.

#### Devient l'un des meilleurs avec la Juventus
Vif ailier gauche, il se révèle sur la scène internationale avec l'équipe nationale de Pologne, qui atteint le second tour de la Coupe du monde 1978, puis les demi-finales de la Coupe du monde 1982 en Espagne, où il s'affirme comme l'un des meilleurs joueurs du tournoi.
Ce brillant parcours lui vaut d'être recruté en même temps que Michel Platini par les Turinois de la Juventus — la légende raconte qu'il aurait été conseillé à Giampiero Boniperti, alors directeur sportif du club, par le pape Jean-Paul II lui-même, également polonais,. Unis par une grande complicité sur et hors du terrain, les deux hommes vont former un redoutable duo offensif qui va faire les beaux jours des bianconeri pendant trois saisons. Boniek remporte notamment le championnat et la Coupe d'Europe des Vainqueurs de Coupe contre Porto (il marque le second but) en 1984, ainsi que la Coupe d'Europe des Clubs champions en 1985 au Heysel contre Liverpool (il est à l'origine du penalty victorieux transformé par Platini). Il reste connu comme l'un des meilleurs joueurs bianconeri de l'histoire, et fut surnommé durant cette période Bello di notte et Zibì.

#### Fin de carrière à l'AS Rome
En fin de saison 1985, il quitte la Juventus pour l'AS Rome. Son association avec Bruno Conti est moins brillante qu'avec Platini et il perd le scudetto l'avant-dernière journée contre Lecce (défaite 2-3 à domicile) et la Juventus devient championne. Il ne peut non plus disputer les manches aller et retour de la finale de la Coupe d'Italie en 1986, remportée par son club contre la Sampdoria, étant retenu par l'équipe nationale polonaise pour la Coupe du monde au Mexique.
Son Mundial 1986 au Mexique est en demi-teinte et marque également le déclin de la sélection polonaise. Il restera encore deux saisons à la Roma avant de prendre sa retraite à l'issue de la saison 1987-1988.

### Après-carrière

#### Son parcours au sein des instances dirigeantes du football

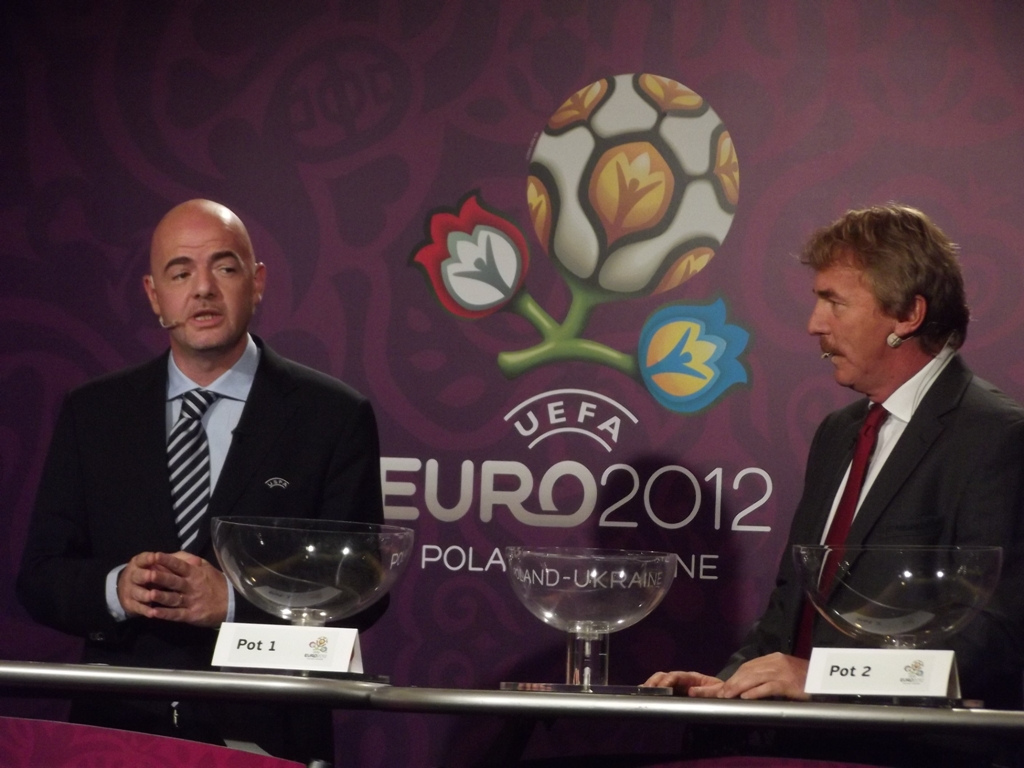
Lors du tirage au sort des play-offs de qualification pour l'Euro 2012.

Le 26 octobre 2012, il devient le président de la fédération polonaise de football.

### En dehors du terrain

#### Rejoint l'univers des médias
Parlant l'italien couramment, Zbigniew Boniek est régulièrement invité sur les plateaux télévisés italiens, et plus particulièrement ceux de la Rai. Depuis 2004, il participe en tant que consultant à La Domenica Sportiva. Il est aussi présent sur les émissions de la chaîne lors des grandes compétitions de football telles que la Coupe des confédérations, la Coupe du monde ou l'Euro.

#### Parcourt les terrains sportifs

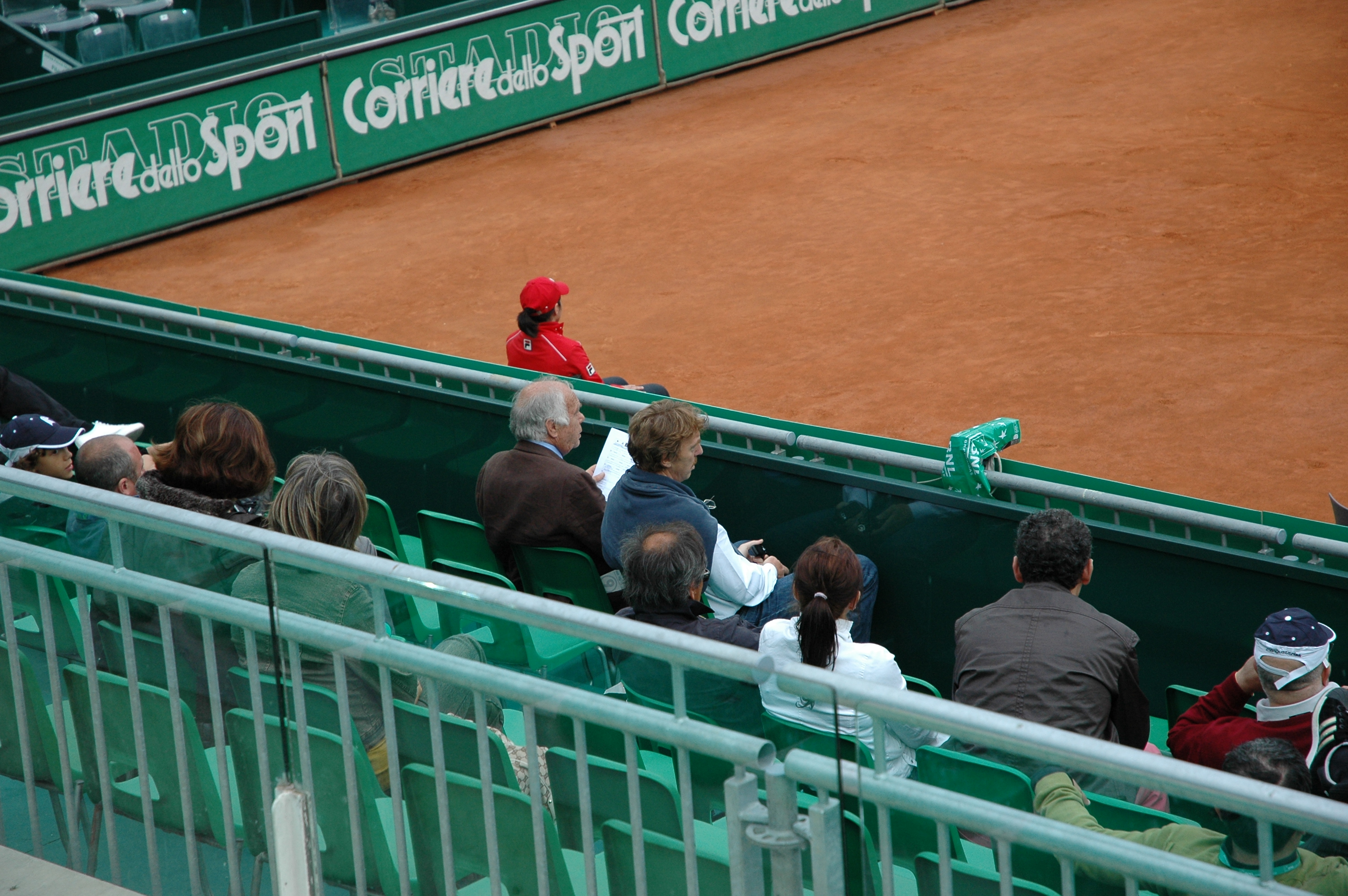
Boniek au Tournoi de tennis de Rome en 2008.

Le 24 janvier 2009, à l'hippodrome de Vincennes, Zbigniew Boniek, passionné de sport hippique (il est propriétaire de plusieurs chevaux) et en particulier de courses de trot, réalise l'un de ses rêves en drivant le cheval « Paul November » dans le Prix de Saint-Claude, course réservée aux amateurs. À la sortie du tournant final, il est disqualifié pour allures irrégulières. Un an plus tard, il tente l'expérience une nouvelle fois mais est encore disqualifié lors de la course.
Il s'intéresse également au tennis et au golf, qu'il pratique notamment avec son ami Michel Platini. C'est d'ailleurs ce dernier qui l'a poussé sur les courts de terre battue lorsqu'ils étaient coéquipiers à la Juventus. Une fois sa carrière de footballeur terminée, Boniek décide de s'investir dans le tennis italien en devenant directeur sportif du TC Parioli, club romain.

## Palmarès

### Collectif
- Avec le Widzew Łódź :
  - Champion de Pologne : 1981, 1982

- Avec la Juventus :
  - Finaliste de la Coupe des clubs champions européens : 1983
  - Vainqueur de la Coupe d'Italie : 1983
  - Vainqueur de la Supercoupe de l'UEFA : 1984
  - Champion d'Italie : 1984
  - Vainqueur de la Coupe d'Europe des vainqueurs de coupe : 1984
  - Vainqueur de la Coupe des clubs champions européens : 1985
- Avec la Pologne :
  - Troisième de la Coupe du monde en 1982

### Distinctions personnelles
- Footballeur polonais de l'année en 1978, 1982
- Troisième du classement Ballon d'or en 1982
- Nommé au FIFA 100 en 2004

## Statistiques en club
| Saison                | Club                  | Championnat           | Championnat | Championnat | Coupe(s) nationale(s) | Coupe(s) nationale(s) | Compétition(s) continentale(s) | Compétition(s) continentale(s) | Compétition(s) continentale(s) | Supercoupe de l'UEFA | Supercoupe de l'UEFA | Total | Total |
| Saison                | Club                  | Division              | M.          | B.          | M.                    | B.                    | Comp.                          | M.                             | B.                             | M.                   | B.                   | M.    | B.    |
| 1975-1976             | Widzew Łódź           | I liga                | 27          | 7           | 0                     | 0                     | -                              | -                              | -                              | -                    | -                    | 27    | 7     |
| 1976-1977             | Widzew Łódź           | I liga                | 24          | 9           | 1                     | 0                     | -                              | -                              | -                              | -                    | -                    | 25    | 9     |
| 1977-1978             | Widzew Łódź           | I liga                | 30          | 11          | 2                     | 1                     | C3                             | 4                              | 3                              | -                    | -                    | 36    | 15    |
| 1978-1979             | Widzew Łódź           | I liga                | 28          | 4           | 1                     | 1                     | -                              | -                              | -                              | -                    | -                    | 29    | 5     |
| 1979-1980             | Widzew Łódź           | I liga                | 26          | 10          | 2                     | 1                     | C3                             | 2                              | 1                              | -                    | -                    | 30    | 12    |
| 1980-1981             | Widzew Łódź           | I liga                | 11          | 1           | 0                     | 0                     | C3                             | 5                              | 0                              | -                    | -                    | 16    | 1     |
| 1981-1982             | Widzew Łódź           | I liga                | 26          | 8           | 3                     | 2                     | C1                             | 2                              | 0                              | -                    | -                    | 31    | 10    |
| Sous-total            | Sous-total            | Sous-total            | 172         | 50          | 9                     | 5                     | -                              | 13                             | 4                              | -                    | -                    | 194   | 59    |
| 1982-1983             | Juventus              | Serie A               | 28          | 5           | 12                    | 3                     | C1                             | 9                              | 2                              | -                    | -                    | 49    | 10    |
| 1983-1984             | Juventus              | Serie A               | 27          | 3           | 6                     | 2                     | C2                             | 9                              | 4                              | -                    | -                    | 42    | 9     |
| 1984-1985             | Juventus              | Serie A               | 26          | 6           | 6                     | 3                     | C1                             | 9                              | 1                              | 1                    | 2                    | 42    | 12    |
| Sous-total            | Sous-total            | Sous-total            | 81          | 14          | 24                    | 8                     | -                              | 27                             | 7                              | 1                    | 2                    | 133   | 31    |
| 1985-1986             | AS Rome               | Serie A               | 29          | 7           | 5                     | 1                     | -                              | -                              | -                              | -                    | -                    | 34    | 8     |
| 1986-1987             | AS Rome               | Serie A               | 26          | 4           | ?                     | ?                     | C2                             | ?                              | ?                              | -                    | -                    | ?     | ?     |
| 1987-1988             | AS Rome               | Serie A               | 21          | 6           | ?                     | ?                     | -                              | -                              | -                              | -                    | -                    | ?     | ?     |
| Sous-total            | Sous-total            | Sous-total            | 76          | 17          | 5                     | 1                     | -                              | 0                              | 0                              | -                    | -                    | 91    | 23    |
| Total sur la carrière | Total sur la carrière | Total sur la carrière | 329         | 80          | 33                    | 13                    | -                              | 40                             | 11                             | 1                    | 2                    | 403   | 106   |